# 什奇特諾
什奇特諾（Szczytno）（德语：Ortelsburg，奥特尔斯堡）是位於波蘭東北部的城市，2004年，有人口27,970人。自1999年起，屬瓦爾米亞-馬祖里省。在1975年至1999年期間，屬奧爾什丁省。曾是東普魯士的一部份。

## 外部連結
- Municipal website （页面存档备份，存于） （波兰語）
- History of the city and district of Ortelsburg （页面存档备份，存于） （德文）
- Human Rights Watch statement about the prison （页面存档备份，存于）

53°34′N 20°59′E / 53.567°N 20.983°E